# Orde van Sint-George voor Militaire Verdienste
De Orde van Sint-George voor Militaire Verdienste (Italiaans:"Ordine di San Giorgio del Merito Militare") was een door Karel Lodewijk van Bourbon-Parma, Hertog van Lucca en Infante van Spanje op 1 juni 1833 ingestelde militaire Ridderorde. De Orde bestond uit drie klassen.
Met het Hertogdom Lucca ging ook de Orde over in het bezit van de Hertogen van (Bourbon)-Parma.
De huidige troonpretendent van Parma, Z.H. Carlos de Bourbon de Parme noemde zich in de Almanach de Gotha geen Grootmeester van deze Orde. Aangezien ook de ridders reeds lang geleden zijn gestorven is de Orde van Sint-George voor Militaire Verdienste alleen nog van historisch belang.
Het Decreet dat op 1 juni 1833 in Wenen werd getekend stelde twee klassen in en bepaalde dat de Tweede Klasse van de orde zonder aanzien van rang zou worden toegekend aan de soldaten en officieren in werkelijke dienst van het leger van Parma. De orde moest volgens de bepalingen voor verdiensten worden toegekend, niet voor "aanhankelijkheid aan onze Koninklijke Persoon". De Minister van Oorlog zou de Orde van Sint-George voor Militaire Verdienste der Ie Klasse na een ambtsperiode van drie jaar en "belangrijke verdiensten" mogen dragen.
Ook de hogere officieren en officieren die een bijzondere verdienste hebben getoond in een commando of een opdracht en zij die bijzonder verdienstelijk hadden gemaakt voor de Hertog van Parma kwamen voor de Ie Klasse in aanmerking.
Het Decreet dat op 25 augustus 1836 in Bad Ems werd getekend stelde een Koninklijk Kapittel in dat uit een Kanselier, een Secretaris-Generaal, een Aalmoezenier
en een Archivaris moest bestaan. Zij zouden een bijzonder versiersel op de linkerborst mogen dragen en voor zover zij de Orde van Sint-George voor Militaire Verdienste droegen zouden zij het versiersel van een graad die hoger was dan de hunne mogen dragen. Het op de linkerborst zonder lint gedragen kruis van de Kanselier was van goud en email. De andere kruisen waren van zilver en ze werden niet geëmailleerd. Ook deze werden kruisen werden op de jas of soutane vastgepind en zonder lint gedragen.
Het was in de 19e eeuw heel gebruikelijk om om een orde te vragen, in dit Decreet werd het uitdrukkelijk verboden om te vragen om te worden gedecoreerd met het kruis van Sint-George voor Militaire Verdienste en degenen die desondanks vroegen of zichzelf voordroegen werden voor altijd ongeschikt verklaard om in de orde opgenomen te worden. De ridders zouden in het vervolg een militair saluut ontvangen van de schildwachten.
De Hertogelijke Adjudant-Generaal en stafchef Graaf Achille de la Roche werd tot kanselier benoemd. De Eerwaarde Luigi Cecchi, voormalig aalmoezenier van het Parmezaanse leger werd kapelaan en Kapitein Charles Louis Graaf Vincenzo Buonamici werd Archivaris. De Hertog benoemde markies Lelio Guinigi, voormalig bevelhebber van de Koninklijke Carabinieri , tot Secretaris-Generaal van de Orde van Sint-George voor Militaire Verdienste. Almanakken aan het Hof van het Hertogdom Lucca leest u de administratieve structuur en de decoratie uitgereikt door de jaren heen. In 1840, zes jaar na haar oprichting, de Almanak bevestigt dezelfde administratieve structuur, dat is hetzelfde gevonden sull'Almanacco 1847, aan het einde van de staat hertog van Lucca.
Het Decreet dat op 7 mei 1841 in Lucca werd getekend bevestigde de eerdere decreten en stelde vast dat de Ie Klasse van goud en emaille zou zijn, dat de IIe Klasse van zilver en emaille zou zijn en dat de IIIe Klasse van ongeëmailleerd zilver zou worden vervaardigd. In sommige gevallen zouden de Ie en IIe Klasse in het vervolg "met briljanten" kunnen worden toegekend. Ook de mogelijkheid van een lijfrente voor de decorandus werd mogelijk gemaakt. Men moest in het vervolg eerst de IIIe Klasse dragen voordat men een hogere graad kon verwerven.
In de laatste in Parma verschenen hofalmanak, die van 1847, werd de orde nog door de hier genoemde kapittelridders en volgens de decreten van 1833, 1836 en 1841 bestuurd.

## Ridders
Onder de dragers zijn kroonprins Charles Ferdinand van Parma, later hertog van Parma en Piacenza als Karel III van Parma, prins Diofebo van Soragna in dienst van de Hertogin van Parma en Piacenza, Z.D.H. Prins Alexander II van Wallachije, H.H.D.D.H.H. de Prinsen Wilhelm en Karl v. Solms-Braunfels, officieren van de dragonders van de koning van Pruisen, Prins Constantijn v. Ghicka, Prins Friedrich van Schwarzenberg, Baron Eduard Schmuker, graaf Gustav van Isenbourg en Budingen, graaf Luigi Serristori, francesco Baron Löwenberg, graaf Agostino Passerini, graaf Orloff, kolonel van de cavalerie van de keizer van Rusland, Baron Joseph v. Odelga, graaf Rivarola, Generaal in dienst van de Kroon van Engeland, Baron Carlo Antonio Gahlen Assen, in dienst van de keizer van Oostenrijk, graaf Adam Reviczky, graaf Carlo Gabriele Rasini, Don Gaetano Pullini uit het Huis van de Graven van San Antonino, graaf Faraone Solaro di Moretta, Graaf Vittorio Radicati di Marmorito e Passerano, Baron Call Hulmbach, de markies Giovan Battista Mansi, staatsraad, graaf Arturo Lynar, luitenant van Dragonders van de koning van Pruisen, staatsraad Antonio Raffaelli, graaf Carlo Schonhals, adjudant van maarschalk Radetzky, de comm. Francesco De Rossi, kamerheer van de hertog van Lucca, luitenant-generaal Angelo Olivieri di Vernier, commandant-generaal van de cavalerie van de koning van Sardinië, kolonel Angelo Bongiovanni Castelborgo, commandant van het Cavalerie Regiment van de koning van Sardinië, Graaf Vittorio Seyssel d' Aix, directeur van het arsenaal van de koning van Sardinië, staatsraad Nicolao ridder Giorgini, prins Felix Lichnowsky, graaf Hermann van Schlippenbach, graaf Federico Bernardini, Kroonprins Frederik van Duitsland en Pruisen, graaf Francesco Trebiliani, graaf Sebastiano de Navasqués, Baron Stefano di Piller, de markies Luigi Montecuccoli degli Erri, burggraaf Edmond de Gasque de Lamotte, graaf Francesco Albizzini, Markies Pietro Provenzali, graaf Alvise Mocenigo, graaf Giuseppe Borisi, Markies Dominico Olgiati, graaf Luigi Talenti, graaf Francesco Malaguzzi, graaf Francesco Annoni, graaf Emmanuel de la Tour, en vele anderen. Het hoge aantal edellieden onder de ridders is te verklaren omdat een benoeming tot beroepsofficier in veel landen nog was voorbehouden aan de leden van adellijke families, hoewel er ook meerdere ridders zonder titel of adeldom in de in de almanak gepubliceerde lijst werden opgenomen.

## Graden van de Orde van Sint-George voor Militaire Verdienste
- De Hertog van Lucca en later de Hertogen van Parma waren Grootmeester

- Eerste Klasse
- Tweede Klasse
- Derde Klasse

## Versierselen van de Orde van Sint-George voor Militaire Verdienste
Het kleinood der Eerste Klasse is een witgeëmailleerd gouden kruis pattée met een medaillon waarop Sint-Joris en de draak zijn afgebeeld. Om het medaillon is op de groene (volgens Gritzner blauwe) ring de tekst "AL MERITO MILITARE 1833" in gouden letters te lezen. De keerzijde toont het gekroonde medaillon van de stichter.Op het lint is een rozet aangebracht.
Het kleinood der Tweede Klasse mist volgens Gritzner de ring en is van zilver.
Het kleinood der Derde Klasse is van zilver en is niet geëmailleerd.
De Eerste en Tweede Klasse werden ook "met briljanten" verleend.
Het lint is wit met brede rode randen.
Alleen de regerende Hertog droeg de zilveren ster van de Orde met daarop het medaillon van de keerzijde, aangevuld met de stichtingsdatum op de ring, op de linkerborst. Kanselier en secretaris van de Orde droegen volgens Maximilian Gritzner eenzelfde, maar kleinere, ster en de kapelaan, archivaris en officieren droegen het kruis zonder lint op de linkerborst. Andere bronnen spreken alleen van een door de leden van het Koninklijk Kapittel gedragen kruis.
De bronnen spreken elkaar over de bijzonderheden van deze orde vaak tegen.